# Heliconius dismorphia
Heliconius dismorphia är en fjärilsart som beskrevs av Heinrich Buchecker 1880. Heliconius dismorphia ingår i släktet Heliconius och familjen praktfjärilar. Inga underarter finns listade i Catalogue of Life.